# Tamowa Góra
Tamowa Góra (224,1 m n.p.m.) – jedno z wzniesień pasma morenowych Wzgórz Szymbarskich położone na wschód od Zaworów.
U podnóża Tamowej Góry przebiega Droga Kaszubska. Na wzniesieniu znajduje się punkt widokowy. Północno-wschodnie stoki trawersuje czerwony Szlak Kaszubski, od którego odchodzi słabo oznakowana bocznica szlakowa, która doprowadza pod wierzchołek. Główny punkt widokowy znajduje się na terenie prywatnym i oficjalnie nie jest udostępniony.